# Herschel Baltimore
Herschel David Baltimore (Duryea, 21 giugno 1921 – Los Angeles, 1º gennaio 1968) è stato un cestista statunitense, professionista nella BAA e nella ABL.

## Palmarès
- 2 volte campione ABL (1948, 1949)